# Trash of the Titans
Trash of the Titans, titulado Basura de titanes en Hispanoamérica y Residuos titánicos en España, es el episodio número 200 de la serie animada Los Simpson. Obtuvo el premio Emmy de 1998 al "Mejor programa de animación (De menos de una hora)". Fue estrenado por FOX originalmente el 26 de abril de 1998, y fue escrito por Ian Maxtone-Graham y dirigido por Jim Reardon. Las estrellas invitadas fueron Steve Martin como Ray Patterson, y U2 como ellos mismos (aunque el baterista Larry Mullen no tiene diálogos). El representante principal de la banda,  Paul McGuinness y Susie Smith, una empleada del mánager, también hacen apariciones breves en el episodio. El título es un juego de palabras con la película de 1981 Furia de titanes (Clash of the Titans).
El episodio está dedicado a la memoria de Linda McCartney. Ella había aparecido previamente en la serie, junto con su esposo Paul, en el episodio "Lisa the Vegetarian".

## Sinopsis
El episodio comienza cuando un departamento de publicidad de la cadena de tiendas departamentales Constington's, cuyo lema es "Más de un siglo sin lema", anuncia la creación del día del amor con el fin de recaudar fondos. Los Simpson celebran ese día haciéndose regalos, pero al final del día el bote de basura se llena y nadie lo quiere sacar a la calle. Homer desparrama el bote y no lo quiere sacar, al ser convencido, se pelea con los basureros porque se van antes que él los alcance. Los basureros juran no volver a juntar la basura en la casa de los Simpson y el frente de la casa se convierte en un basurero infestado de ratas.
Un día Homer se despierta y descubre que la basura no está más. Se siente feliz hasta que Marge, ya cansada, le confiesa que le había ofrecido una disculpa al ayuntamiento firmando la carta con el nombre de Homer. Este se siente furioso, protesta contra el presidente del comisionado, Ray Patterson, y se postula como jefe del comisionado de basura de Springfield.
Homer tiene poco éxito en su campaña, e incluso interrumpe un concierto de U2, En El Popmart Tour mientras éstos interpretaban "Pride (In the Name of Love)" pero de nada sirve. Esto sigue así hasta que en la taberna de Moe, Moe le aconseja el eslogan ¿No podría hacerlo otro? que se aplica a todos los perezosos de la ciudad. Homer vence a Ray Patterson y comienza la gran labor que había prometido: los basureros se encargan también de limpiar las casas, la ropa y los desechos del perro.
Sin embargo, esto sólo dura un mes ya que es el tiempo en que Homer gasta el presupuesto de todo el año.
Homer debe conseguir dinero y no tiene mejor idea que dejar a todos los estados del país pagarle por tirar su basura en Springfield. Días después Homer juega al golf con el Alcalde Quimby y la basura comienza a salir del hoyo del suelo: pronto toda la ciudad se llena de basura, Homer es destituido y se decide que será azotado, y que vuelva Patterson como comisionado, pero este rechaza el puesto para que la gente asuma las consecuencias de su error por haber elegido a Homer. Tras marcharse Patterson, el alcalde declara estado de emergencia y se pone en marcha un plan de contingencia extremo, que consiste en trasladar toda la ciudad a 8 kilómetros de su emplazamiento original, ya que este había quedado inhabitable.
El episodio termina con un indígena llorando por ver el panorama de Springfield lleno de basura, cuando otro indígena le pedía que no mirara.
Durante los créditos, se muestra una escena en que la banda U2 viaja en avión para su siguiente gira. Allí, Adam Clayton le muestra a sus compañeros Bono y The Edge una cuchara que trajo como recuerdo de Springfield. Bono le pregunta a Clayton cuantas cucharas ha coleccionado, este último le responde que ha coleccionado nueve, y afirma que si no tuviera sus cucharas “enloquecería”. Cuando Bono le pregunta si podía ver la cuchara, Clayton se la da a éste y lo lanza detrás de ellos. Como resultado, la cuchara cae en la cabeza del Sr. Burns, por lo que él exclama “Extranjeros”.

## Producción
Como el episodio es el número 200, en la primera revisión realizada por David Mirkin, este dijo en broma que la serie ya estaba "a la mitad de su vida". Mientras el equipo de producción grababa los comentarios de DVD del episodio, acababan de terminar con el episodio 400, ("You Kent Always Say What You Want") hacía dos semanas."
El equipo de producción quería que el episodio se tratase sobre residuos, y Mike Scully fue quien tuvo la idea de que Homer se postulase para un cargo público. Ian Maxtone-Graham tenía un amigo que había participado en la política de Chicago, en el Departamento de Sanidad, por lo que decidió que Homer podría ser comisionado de sanidad. Los productores pasaron mucho tiempo tratando de pensar una forma de que el bote de basura de Homer se llenase demasiado, por lo que tuvieron la idea de los envoltorios de los regalos del Día del Amor. Originalmente en el episodio Homer iba a postularse como alcalde, pero la idea fue descartada. El final fue discutido, ya que la idea inicial era que la ciudad completa sería elevada unos metros y la basura sería depositada debajo. El mensaje a favor del medio ambiente del final no fue intencional, pero funcionó bien y es la razón por la que los creadores piensan que ganaron un Emmy.
U2 contactó a los productores para aparecer como estrellas invitadas interpretándose a ellos mismos, en lugar de hacer otro tipo de papel. Los escritores inmediatamente les escribieron su parte, dejando margen de tiempo por si cambiaban de opinión.
En el episodio aparece por primera vez el centro comercial Costington, cuyo eslogan es "Más de un siglo sin eslogan". Tomó muchas horas pensar un nombre para la tienda y para el eslogan.
La escena en la cual Ray Patterson es reincorporado (en la cual entra y sale del escenario con la canción de Sanford and Son) es una referencia de un momento que ocurrió durante un show de comedia en vivo del comediante Redd Foxx (quien protagonizaba Sanford and Son). Durante un espectáculo en Las Vegas, Redd Foxx subió al escenario con la canción de Sanford and Son, sólo para descubrir que había muy poca gente en la audiencia. Foxx, furioso, declaró que se negaba a hacer un show para tan poca gente y bajó del escenario. Los músicos de la orquesta, desconcertados por la partida de Foxx, simplemente tocaron otra vez el tema de Sanford and Son. Los guionistas dijeron que el mismo incidente fue inspirador del gag en "The Two Mrs. Nahasapeemapetilons" cuando Moe camina sobre el escenario y, sin detenerse, se baja del mismo.

## Recepción
Este episodio ganó un premio Emmy en la categoría "Mejor Programa Animado (de duración menor a una hora)" en 1998. Jim Reardon ganó el premio Annie por "Mejor Logro Individual como Director en una Serie Televisiva Animada". Los autores del libro I Can't Believe It's a Bigger and Better Updated Unofficial Simpsons Guide, Warren Martyn y Adrian Wood, dijeron: "Aunque no es un gran episodio, tiene un par de momentos que te mantiene entretenido hasta el final". En un artículo de 2006 de USA Today, "The Trash of the Titans" fue incluido entre los seis mejores episodios de la novena temporada de Los Simpson, entre otros, incluyendo a "The Joy of Sect," "La última tentación de Krusty," "The Cartridge Family," "Dumbbell Indemnity," y "Das Bus".